# Maria Refugia od św. Anioła
Maria Refugia od św. Anioła (ur. 20 kwietnia 1878 w Gabarra; zm. 31 lipca 1936 w Barcelonie) – hiszpańska karmelitanka misjonarka, męczennica, Błogosławiona Kościoła katolickiego.

## Życiorys
Wychowała się religijnej rodzinie. Wstąpiła do zgromadzenia Sióstr Karmelitanek Misjonarek. W czasie wojny domowej w Hiszpanii została aresztowana wraz z trzema siostrami zakonnymi (Danielą od św. Barnaby, Gabrielą od św. Jana od Krzyża i Sperancją od Krzyża) i 31 lipca 1936 roku została zastrzelona.
W dniu 28 października 2007 roku została beatyfikowana przez papieża Benedykta XVI w grupie 497 męczenników.